# Marie-Thérèse Kolb
Pour les articles homonymes, voir Kolb.
Marie-Thérèse Kolb, née le 19 janvier 1856 à Altkirch et morte le 19 août 1935 à Levallois-Perret, est une actrice de théâtre et de cinéma française.

## Biographie
En 1875, Marie-Thérèse Kolb obtient le premier prix de comédie au Conservatoire de Paris puis débute au théâtre de l’Odéon avec pour partenaire Coquelin aîné et Sarah Bernhardt qu’elle suivra dans une tournée aux États-Unis en 1882.
Elle entre en 1898 à la Comédie-Française, avant d'en devenir la 338e sociétaire en 1904. Elle est nommée sociétaire honoraire en 1923. Elle apparait dans au moins 23 films.
Elle est la mère de Jean Kolb.
Marie-Thérèse Kolb est inhumée au cimetière d'Altkirch, dans le Haut-Rhin.

## Théâtre

### Hors Comédie-Française
- 1883 : L'As de trèfle de Pierre Decourcelle, théâtre de l'Ambigu-Comique
- 1883 : Froufrou de Henri Meilhac et Ludovic Halévy, théâtre de la Porte Saint-Martin : Baronne de Cambri
- 1883 : Pot-bouille de William Busnach d'après Émile Zola, théâtre de l'Ambigu-Comique : Berthe
- 1884 : Carnot de Henri Blondeau, Léon Jonathan et  William Busnach, théâtre de l'Ambigu-Comique : Théréson

### Carrière à la Comédie-Française
Entrée à la Comédie-Française en 1898
Nommée 338e sociétaire en 1904 puis sociétaire honoraire en 1923
- 1888 : Le Mercure galant d'Edme Boursault : Oriane
- 1899 : Mercadet d'Honoré de Balzac : Mme Mercadet
- 1902 : La Petite Amie d'Eugène Brieux : Mme Logerais
- 1902 : Ruy Blas de Victor Hugo : une duègne
- 1902 : Gertrude d'Alfred Bouchinet : Gertrude
- 1902 : L'Autre Danger de Maurice Donnay : Mme Jadain mère
- 1903 : Blanchette d'Eugène Brieux : Mme Rousset
- 1904 : La Plus faible de Marcel Prévost : Mme Nerval
- 1904 : Le Père Lebonnard de Jean Aicard : Marthe
- 1905 : Don Quichotte de Jean Richepin d'après Miguel de Cervantes : Thérèse Pança
- 1906 : Hernani de Victor Hugo : Doña Josefa
- 1906 : Paraître de Maurice Donnay : Mme Margès
- 1906 : Le Prétexte de Daniel Riche : Mme Lebrizard
- 1906 : Le Menteur de Pierre Corneille : Sabine
- 1908 : Simone d'Eugène Brieux : Hermance
- 1909 : La Brebis perdue de Gabriel Trarieux : la Sauviat
- 1909 : La Robe rouge d'Eugène Brieux : la mère d'Etchepare
- 1909 : Sire de Henri Lavedan : Gertrude
- 1910 : Le Peintre exigeant de Tristan Bernard : Mme Gomois
- 1913 : Yvonic de Paul Ferrier et Jeanne Ferrier : Anne Legadec
- 1914 : Georgette Lemeunier de Maurice Donnay : Julia
- 1914 : Le Prince charmant de Tristan Bernard : Mme Calvel
- 1916 : L'Avare de Molière : Frosine
- 1916 : Le Bourgeois gentilhomme de Molière : Mme Jourdain
- 1919 : Les Sœurs d'amour de Henry Bataille : Mme Bocquet
- 1919 : Le Voile déchiré de Pierre Wolff : Mme Fortier
- 1920 : Paraître de Maurice Donnay : Mme Margès
- 1921 : La Robe rouge d'Eugène Brieux : la mère d'Etchepare

## Filmographie
- 1912 : Le Fils prodigue de Camille de Morlhon
- 1917 : Le Clown de Maurice de Féraudy
- 1920 : L’Ami Fritz de René Hervil
- 1921 : Blanchette de René Hervil
- 1921 : Le Crime du Bouif de Henri Pouctal : Mme Bicard
- 1921 : Rose de Nice de Maurice Challiot et Alexandre Ryder
- 1922 : Le Filon du Bouif de Louis Osmont : Mme Bicard
- 1922 : Molière, sa vie, son œuvre de Jacques de Féraudy
- 1922 : La Résurrection du Bouif de Henri Pouctal : Mme Bicard
- 1922 : Son excellence le Bouif de Louis Osmont : Mme Bicard
- 1924 : Enfants de Paris d'Albert Francis Bertoni  : Mme Vincent
- 1924 : L'Ornière ou Micheline Horn d'Édouard Chimot
- 1925 : Jack de Robert Saidreau
- 1926 : Yasmina d'André Hugon
- 1927 : Dans l'ombre du harem de Léon Mathot et André Liabel : Habida
- 1927 : Fleur d'amour ou Fleurette de Marcel Vandal : la servante
- 1928 : L'Île d'amour ou Bicchi de Jean Durand et Berthe Dagmar
- 1928 : L'Appassionata de Léon Mathot et André Liabel : la mère de Langer
- 1929 : La Femme rêvée de Jean Durand
- 1929 : Ces dames aux chapeaux verts d'André Berthomieu : Ernestine
- 1929 : Le Crime de Sylvestre Bonnard d'André Berthomieu : Thérèse
- 1932 : Le Bidon d'or de Christian-Jaque
- 1935 : Son Excellence Antonin de Charles-Félix Tavano